# Spalding County
Das Spalding County ist ein County im Bundesstaat Georgia der Vereinigten Staaten. Der Verwaltungssitz (County Seat) ist Griffin, benannt nach General L. Griffin, dem ersten Präsidenten der Monroe-Eisenbahngesellschaft.

## Geographie
Das County liegt im mittleren Nordwesten von Georgia, im Westen etwa 90 km von Alabama entfernt und hat eine Fläche von 517 Quadratkilometern, wovon vier Quadratkilometer Wasserfläche sind, und grenzt im Uhrzeigersinn an folgende Countys: Henry County, Butts County, Lamar County, Pike County, Meriwether County, Coweta County, Fayette County und Clayton County.
Das County ist Teil der Metropolregion Atlanta.

## Geschichte
Spalding County wurde am 20. Dezember 1851 als 96. County von Georgia aus Teilen des Fayette County, des Henry County und des Pike County gebildet. Benannt wurde es nach Thomas Spalding, Mitglied im Repräsentantenhaus von Georgia und dem ersten Menschen aus Georgia, von dem bekannt ist, dass er Baumwolle und Zuckerrüben geerntet hat.

## Demografische Daten

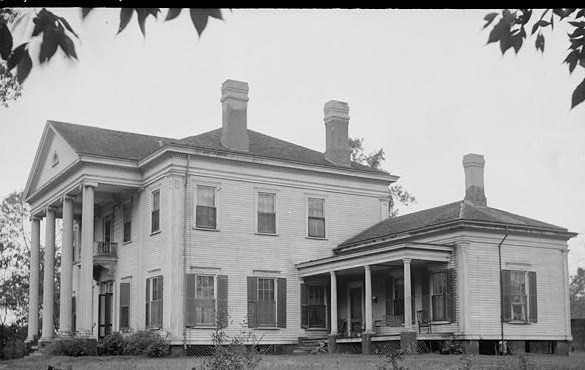
Das Bailey-Tebeault House, gelistet im NRHP

Laut der Volkszählung von 2010 verteilten sich die damaligen 64.073 Einwohner auf 23.565 bewohnte Haushalte, was einen Schnitt von 2,67 Personen pro Haushalt ergibt. Insgesamt bestehen 26.777 Haushalte.
71,6 % der Haushalte waren Familienhaushalte (bestehend aus verheirateten Paaren mit oder ohne Nachkommen bzw. einem Elternteil mit Nachkomme) mit einer durchschnittlichen Größe von 3,12 Personen. In 36,2 % aller Haushalte lebten Kinder unter 18 Jahren sowie in 26,6 % aller Haushalte Personen mit mindestens 65 Jahren.
28,0 % der Bevölkerung waren jünger als 20 Jahre, 25,8 % waren 20 bis 39 Jahre alt, 26,8 % waren 40 bis 59 Jahre alt und 19,2 % waren mindestens 60 Jahre alt. Das mittlere Alter betrug 37 Jahre. 48,5 % der Bevölkerung waren männlich und 51,5 % weiblich.
62,7 % der Bevölkerung bezeichneten sich als Weiße, 32,8 % als Afroamerikaner, 0,3 % als Indianer und 0,9 % als Asian Americans. 1,7 % gaben die Angehörigkeit zu einer anderen Ethnie und 1,6 % zu mehreren Ethnien an. 3,8 % der Bevölkerung bestand aus Hispanics oder Latinos.
Das durchschnittliche Jahreseinkommen pro Haushalt lag bei 40.548 USD, dabei lebten 23,6 % der Bevölkerung unter der Armutsgrenze.

## Orte im Spalding County
Orte im Spalding County mit Einwohnerzahlen der Volkszählung von 2010:
Cities:
- Griffin (County Seat) – 23.643 Einwohner
- Sunny Side – 134 Einwohner

Town:
- Orchard Hill – 209 Einwohner

Census-designated places:
- East Griffin – 1.451 Einwohner
- Experiment – 2.894 Einwohner
- Heron Bay – 3.384 Einwohner